# Ephraim Eylon
Ephraim Eylon (hebräisch אפרים אילון; geboren als Ephraim Garbatsk 1. November 1916 in Berlin; gestorben 4. Juli 2002) war ein israelischer Diplomat.

## Leben
Ephraim Garbatsk war ein Sohn des Hirsch Garbatsk und der Rebecca Traub. Nach der Machtergreifung der Nationalsozialisten emigrierte die Familie 1934 nach Palästina. Eylon fand Arbeit bei der Jewish Agency und wurde im Zweiten Weltkrieg Soldat der British Army. Er heiratete 1946 Hannah Aqasi. Ab 1946 war er Offizier der Haganah und wurde 1948 in die Israelische Armee (IDF) übernommen.
Eylon war seit 1952 israelischer Diplomat. Er wurde bis 1986 vom israelischen Außenministerium in verschiedenen Ländern eingesetzt und war von 1968 bis 1970 Botschafter in der Zentralafrikanischen Republik. Zwischen 1980 und 1984 war er Botschaftsrat an der Israelischen Botschaft in Bonn.

## Schriften (Auswahl)
- Beitrag in: ariel – Berichte zur Kunst und Bildung in Israel, 88 / 1993